# Poecilominettia brunneicosta
Poecilominettia brunneicosta är en tvåvingeart som först beskrevs av Malloch 1928. Poecilominettia brunneicosta ingår i släktet Poecilominettia och familjen lövflugor.
Artens utbredningsområde är Panama. Inga underarter finns listade i Catalogue of Life.